# Засбах
Засбах (њем. Sasbach) општина је у њемачкој савезној држави Баден-Виртемберг. Једно је од 51 општинског средишта округа Ортенау. Према процјени из 2010. у општини је живјело 5.556 становника. Посједује регионалну шифру (AGS) 8317116.

## Географски и демографски подаци
Засбах се налази у савезној држави Баден-Виртемберг у округу Ортенау. Општина се налази на надморској висини од 147 метара. Површина општине износи 16,7 km². У самом мјесту је, према процјени из 2010. године, живјело 5.556 становника. Просјечна густина становништва износи 332 становника/km².

## Међународна сарадња
| Мјесто | Држава    | Врста сарадње | Од    |
| ------ | --------- | ------------- | ----- |
| Мапело | Италија   | партнерство   | 1993. |
|        | Француска | партнерство   | 1996. |
| Извор  |           |               |       |